# Роберт Керл
Роберт Керл (англ. Robert Curl; 23 серпня 1933, Еліс — 3 липня 2022) — американський хімік, лауреат Нобелівської премії з хімії за 1996 рік спільно з Г. Крото і Р. Смоллі з формулюванням «За відкриття фулеренів».